# ジュラシック・ワールド/復活の大地
『ジュラシック・ワールド/復活の大地』（ジュラシック・ワールド/ふっかつのだいち、原題: Jurassic World: Rebirth）は、監督ギャレス・エドワーズ、脚本デヴィッド・コープによる2025年のアメリカ合衆国のSFアクション映画。『ジュラシック・ワールド/新たなる支配者』（2022年）の独立した続編であり、『ジュラシック・ワールド』シリーズの4作目でもあり、『ジュラシック・パーク』のシリーズ全体では7作目となる。この映画には、スカーレット・ヨハンソン、マハーシャラ・アリ、ジョナサン・ベイリーを筆頭に、ルパート・フレンド、マヌエル・ガルシア＝ルルフォ、ルナ・ブレイズ、デヴィッド・アイアコノ、エド・スクラインら新たなアンサンブル・キャストが出演する。
この映画の制作は2024年1月に報告され、しばらくの間進行中だった。エドワーズは1ヵ月後に監督として起用され、その後すぐにキャスティングが開始された。主要撮影は2024年6月から9月にかけてタイ、マルタ、イギリスで行われた。最初の予告編は2025年2月5日に公開された。
本作は、ユニバーサル・ピクチャーズにより2025年7月2日にアメリカで公開された。日本では2025年8月8日公開。

## ストーリー
ジュラシック・ワールド/新たなる支配者（2022年）の出来事から5年後、地球の環境は恐竜にとって生活しづらいことが発覚した。生存している恐竜は現在、かつて豊富に生息していた環境と似た、遠隔地の熱帯地域に生息している。秘密工作員のゾーラ・ベネットは遺伝子研究の製薬会社パーカー・ジェニングスのマーティン・クレブスに雇われ、古生物学者のヘンリー・ルーミス博士とチームリーダーのダンカン・キンケイドらと共に極秘任務を遂行する。彼らの目標は、新たな心臓薬を作成するために、ティタノサウルス、ケツァルコアトルス、モササウルスの陸、海、空の恐竜3種からDNAサンプルを回収するために派遣された。彼らがこれらの特定の恐竜を狙っているのは大型の恐竜の方が巨体な分心筋も発達しており、多くの人間の命を救う薬の鍵が隠されているとしている為である。
ゾーラ率いる派遣されたチームはダンカンの船・エセックス号でバルバドスから東へ出港し、フランス領ギアナのサン・ユベール島に向かう。
道中、モササウルスに襲われ乗っていたヨットが転覆した一般人のデルガド一家を助け、激しい追跡の末モササウルスからDNAの採取に成功する。しかし、サン・ユベール島近海に近づいたところで、モササウルスと共生関係にある4頭のスピノサウルスが襲撃。激しい戦いの末デルガド一家は船から投げ出されてしまい、ゾーラ達もエセックス号が岩礁に座礁してしまう形で上陸を果たす。
サン・ユベール島は、かつてインジェン社が恐竜造りの研究施設として使っていたが、密かに遺伝子操作された突然変異の恐竜の開発を行っていた。しかし17年前、そのうちの一体の研究中に起きたヒューマンエラーによりインジェン社は撤退、造られていた恐竜達は研究施設もろとも放棄されたが、十数年に渡って繁栄してきた。ゾーラ達は引き続きティタノサウルスとケツァルコアトルスからDNAサンプルを得る為の任務を続行するが、ヘンリーは開発される新薬の特許は一企業で独占せず、全世界に無償で提供すべきではと考える。そんな中、彼らは実験施設から脱走した突然変異の恐竜ディストータス・レックスに追われながらも島からの脱出を試みる。

## キャスト
ゾーラ・ベネット
演 - スカーレット・ヨハンソン、日本語吹替 - 松本若菜
元特殊部隊の秘密工作員。傭兵として高い実績を誇る。
かつてイエメンでの任務で戦友を失った事や、母も心臓病で他界したことで燻っていたところを今回の任務を引き受ける。
ヘンリー・ルーミス博士
演 - ジョナサン・ベイリー 、日本語吹替 - 岩田剛典（三代目 J SOUL BROTHERS from EXILE TRIBE）
古生物学者。アラン・グラントの教え子の一人。
世間からの恐竜への関心が薄れた現在では、勤務する博物館が閉館に追い込まれるなど頭を悩ませていた。クレブスから今回の任務の監修を依頼され、野生の世界で暮らす恐竜を見たいという思いから自身も任務に同行する。
ダンカン・キンケイド
演 - マハーシャラ・アリ、日本語吹替 - 楠大典
ゾーラが兄弟の様に信頼を寄せる傭兵。スリナムのパラマリボを拠点に活動している。
おちゃらけた性格だが、かつて幼い息子を失った経験から人命を第一とする人格者で、デルガド一家の遭難信号を察知した際はクレブスの反対を押し切って彼らの救助に乗り出した。
マーティン・クレブス
演 - ルパート・フレンド、日本語吹替 - 小野大輔
製薬会社パーカー・ジェニングス・ファーマシューティカル・エンジニアリングの営業担当者。
目的のためなら手段を選ばない野心的な性格で、違法を承知でこの任務を計画した。
ルーベン・デルガド
演 - マヌエル・ガルシア＝ルルフォ、日本語吹替 - 三上哲
デルガド一家の父親。家族で大西洋横断の旅行をしていた所をモササウルスに襲われ、ゾーラ達に助けられる事になる。
テレサ・デルガド
演 - ルナ・ブレイズ、日本語吹替 - 吉川愛
ルーベンの長女。ニューヨークの大学への進学が決まっている。
スピノサウルスの襲撃時、エセックス号の救難信号を出そうとしてクレブスと口論になった際に船から投げ出されてしまい、デルガド一家は彼女を助けるべく全員がゾーラ達と離れる事になる。
ザビエル・ドブス
演 - デヴィッド・ヤーコノ、日本語吹替 - 小林千晃
テレサの恋人。テレサに誘われて、一家の旅行に参加する。
気怠げな性格でルーベンからも難色を示されていたが、テレサが投げ出された時は真っ先に飛び込んで助けに行くなど勇敢な性格の持ち主。
イザベラ・デルガド
演 - オードリナ・ミランダ、日本語吹替 - 水瀬いのり
ルーベンの末娘。夏休みの旅行として船旅に参加する。
サン・ユベール島ではドロレスを可愛がり、自身のリュックに乗せて行動を共にする。
ボビー・アトウォーター
演 - エド・スクライン、日本語吹替 - 玉木雅士
ゾーラのチームメンバーの1人。
スピノサウルスの襲撃に応戦するも、背後に回り込んだ一頭に食い殺されてしまう。
ニーナ
演 - フィリッピーヌ・ヴェルジュ、日本語吹替 - 高山みなみ
ゾーラのチームメンバーの1人。
エセックス号の座礁までは生き残るも、打ち上がった荷物の整理中に浜辺に潜んでいたスピノサウルスの餌食となった。
ルクレール
演 - ベシール・シルヴァン、日本語吹替 - 大西健晴
ハイチ人のゾーラのチームメンバー。興奮するとフランス語で話す癖がある。
ケツァルコアトルスのDNAの採取中、巣に戻ってきた成体をゾーラ達から引き離そうとするも、逆に標的にされてしまい餌食となった。

## 登場する恐竜・古生物
アクイロプスAquilops
小型の角竜。
1頭の幼体がドロレスと名付けられ、イザベラに懐き行動を共にすることになる。
ティタノサウルスTitanosaurus
島の谷の草原地帯に多数が生息する最大級の恐竜。目的となる「陸」の恐竜。
非常に長い尾と、首の後ろと尾の付け根にある鰭状のクレストが特徴。作中ではキリンなどをモチーフにした求愛行動を取っている二頭もいた。
モササウルスMosasaurus
島付近の海域に生息する。最大級の肉食海洋爬虫類。目的となる「海」の恐竜。
イタチザメをモチーフにデザインされており、第4作から第6作にかけて登場した個体と比べるとクジラに近い造形となっている。
スピノサウルスSpinosaurus
島に生息する肉食獣脚類。現在のスピノサウルスの研究に基づいた四足歩行で遊泳する姿に変更されている為、第3作に登場したスピノサウルスとはかなり異なる姿をしている。
モササウルスとは相利共生の関係にあり、モササウルスからDNAを採取したゾーラ一行に4頭が襲いかかり、ボビーとニーナを捕食する。
ケツァルコアトルスQuetzalcoatlus
最大級の翼竜。第6作に登場した個体とは、デザインや色が異なる。目的となる「空」の恐竜。
島にある古代神殿の遺跡に巣を作っていた。成体から採取するよりリスクが低いというヘンリーの提案で、卵からケツァルコアトルスのDNAを採取した。
ティラノサウルス・レックスTyrannosaurus rex
これまでのシリーズに登場した個体とは違う、島で造られた縞模様がある灰色の体をしたエンバー (Ember) と呼ばれる個体が登場。
第1作の原作小説のオマージュとして、川下りをするデルガド一家を遊泳しながら追跡する。
アヌログナトゥスAnurognathus
小型の翼竜。コウモリのような生態で描かれている。
アパトサウルスApatosaurus
ニューヨークにてブロント・ビリー (Bronto Billy) と呼ばれる個体が登場。
北米大陸で最後まで生き残っていた竜脚類だったが、病気で衰弱する中療養施設から脱走し、渋滞の原因となっていた。
パラサウロロフスParasaurolophus
ティラノサウルスに捕食された死骸が登場。
ディロフォサウルスDilophosaurus
ティラノサウルスの食べ残したパラサウロロフスを漁っていた所を、近くのコンテナからボートを取りに来たテレサと遭遇。
テレサに襲い掛かろうとするも、ティラノサウルスの気配を察知し逃げ去った。
トリケラトプスTriceratops
ヘンリーの勤務する博物館に頭骨が展示されている他、サン・ユベール島に双頭の培養標本が存在する。
コンプソグナトゥスCompsognathus
過去作とは異なる赤茶色の個体が登場する。
ヴェロキラプトルVelociraptor
夜中に用を足していたザビエルを二頭がかりで襲おうとするも、一頭がミュータドンに捕食され、もう一頭は逃げ去った。
アンキロサウルスAnkylosaurus
夜の森を闊歩するかたちで登場する。
プテラノドンPteranodon
ダンカンが拠点とするバーに、鳥籠に入れられた雄の幼体が登場する。
ダンクルオステウスDunkleosteus
スリナム近海に定着しており、地元の漁師の網にかかっていた。
ディストータス・レックスDistortus rex
本作に登場する突然変異で誕生したミュータントの恐竜。
名前はディストーテッド (Distorted) 即ち「歪み」に由来し、突然変異で誕生した歪んだ姿形をしている。
ティラノサウルスと同じ小さい腕と、長く大きい腕の4本があり、ゴリラの様に長く大きい腕を使って物を掴んだり、移動したりする。目は小さく、足は蛙の様でもあり、下半身はティラノサウルスの様でもある。通常のティラノサウルスよりも巨大であり、尾もかなり長い。
インジェン社による恐竜を造る為の実験で、ティラノサウルスを造ろうとした結果誕生した失敗作だが、研究者達は好奇心から殺処分せず、このミュータントを使い様々な危険な実験を繰り返し隠していた。インジェン社が島から去った後も、長らく放棄された研究施設で死なずに生きていた。
監督のギャレス・エドワーズによると、デザインはティラノサウルスに、彼がインスピレーションを受けた、映画『スター・ウォーズ エピソード6/ジェダイの帰還』に登場したランコアと、映画『エイリアン』のゼノモーフ XX121をベースにしているという。
ミュータドン Mutadon
もう1種の突然変異で誕生したミュータントの恐竜。
ヴェロキラプトルに翼竜の要素があり、前足は翼になっており、喉には袋のような器官がある。ヴェロキラプトルのDNAを改変する事で誕生したとされている。
ミュータドンのアイデアを思い付いたデヴィッド・コープは、「翼竜とラプトルの融合」とエンパイア誌のインタビューで語っている。

## 登場する施設及びメカニック
サン・ユベール島
フランス領ギアナの東363kmに存在する島で、通称「サイトC」。島内には古代マヤ・アステカらしき神殿の遺跡がある。
インジェン社によって、集客用に遺伝子操作・交雑種の恐竜造りを行う施設があり、多数のミュータントが誤って誕生するが、研究者達は実験目的で殺さず隠してきた。
17年前、研究者の一人がスニッカーズの袋を廊下に放置した結果、ダクトに吸い込まれたそれにより発生したエラーが元となりディストータス・レックスが脱走。犠牲者が出たことでインジェン社は撤退し、研究施設は放置され立ち入り禁止にされた。
島から湧き出す温泉を利用した地熱発電が今も稼働しており、夜間になるとタイマーで起動し施設に電気を送っている。また、ガソリンスタンドの車やドックにあるボートなどが長年放置されているが現在も稼働する状態で残されている。
インジェン Mk3 DTA
インジェン社の四輪駆動車。
パーカー・ジェニングス・ファーマシューティカル・エンジニアリング
クレブスが勤める遺伝子研究の製薬会社。陸、海、空の恐竜のDNAを得る為に、恐竜がいるとされる秘密の島に行く様にゾーラに依頼した。
インジェン社の破産後、恐竜の電子タグなどの情報を買い取っていた。
エセックス号
ダンカンが所有する哨戒艦艇。
ゾーラ達一行がサン・ユベール島に移動する手段として利用されるが、モササウルスとの激しい追跡戦の結果、島の岩礁に座礁してしまい使用不能となった。
マリポーサ号
ルーベンが所有する1954年型バミューダスループ型ヨット。
モササウルスに襲われ転覆してしまう。

## 制作
『ジュラシック・ワールド/復活の大地』は、最初の2作『ジュラシック・パーク』（1993年）と『ロスト・ワールド/ジュラシック・パーク』（1997年）の脚本も手掛けたデヴィッド・コープが脚本を担当した。コープは当初、シリーズに貢献できるものは何も残っていないと考え、続編の脚本を書く機会を断った。彼はその後も映画制作の相談を受け続け、最終的には『ジュラシック・ワールド/新たなる支配者』（2022年）の脚本を無名で手掛けた。ジュラシック・ワールド三部作に9年間を費やした監督兼脚本家のコリン・トレヴォロウは、アドバイザーとしての役割を除き、他の映画にはおそらく復帰しないだろうと語った。
『ジュラシック・ワールド/復活の大地』の制作は、エグゼクティブ・プロデューサーのスティーブン・スピルバーグがコープにシリーズの新作の脚本執筆を依頼し、アイデアの交換が始まったことから開始した。コープはまた、マイケル・クライトンの小説『ジュラシック・パーク』（1990年）とその続編『ロスト・ワールド -ジュラシック・パーク2-』（1995年）を読み直し、両本からコンセプトを取り入れた。本作には、映画版ではカットされた、筏に乗った登場人物たちが T-rex（ティラノサウルス）から逃げる最初の小説のシーンが含まれている。

### プリプロダクション
2024年1月下旬、ユニバーサル・ピクチャーズがジュラシック・ワールドの新作映画を企画中であると報じられた。これまでのジュラシック・ワールドシリーズと同様に、本作はフランク・マーシャルとパトリック・クロウリーがザ・ケネディ/マーシャル・カンパニーを通じプロデュースし、スピルバーグはアンブリン・エンターテインメントを通じエグゼクティブ・プロデューサーとして復帰する。この映画は完全に新作となる。ジュラシック・パークとジュラシック・ワールド三部作の俳優ら、すなわちクリス・プラット、ブライス・ダラス・ハワード、サム・ニール、ローラ・ダーン、ジェフ・ゴールドブラムは復帰しないと予想されていた。
プロジェクトの開発はしばらく前から進められており、すでにケップによっていくつかの草稿が書かれていた。プロデューサーらは恐竜のデザインなど、いくつかのプリプロダクション作業も行っていたため、最終的な監督からの創造的なインプットは最小限になるだろう。この役職は「作家主義というよりも監督者」と評されたと伝えられており、プロデューサーは『新たなる支配者』よりも創造的なコントロールを求め、ほとんどが否定的なレビューを受けた。本作では、スピルバーグとコープはシリーズをジュラシック・パーク三部作、特に最初の作品の雰囲気に戻したいと考えていた。恐竜を登場させること以外、コープはストーリー上の制約はなかったが、自分用のルールリストを作成した。その中には、映画が正確な科学に基づいていること、以前の映画の後付け設定しないことなどが含まれていた。古生物学者のスティーブン・ブルサッテが 新たなる支配者 から恐竜コンサルタントとして復帰した。

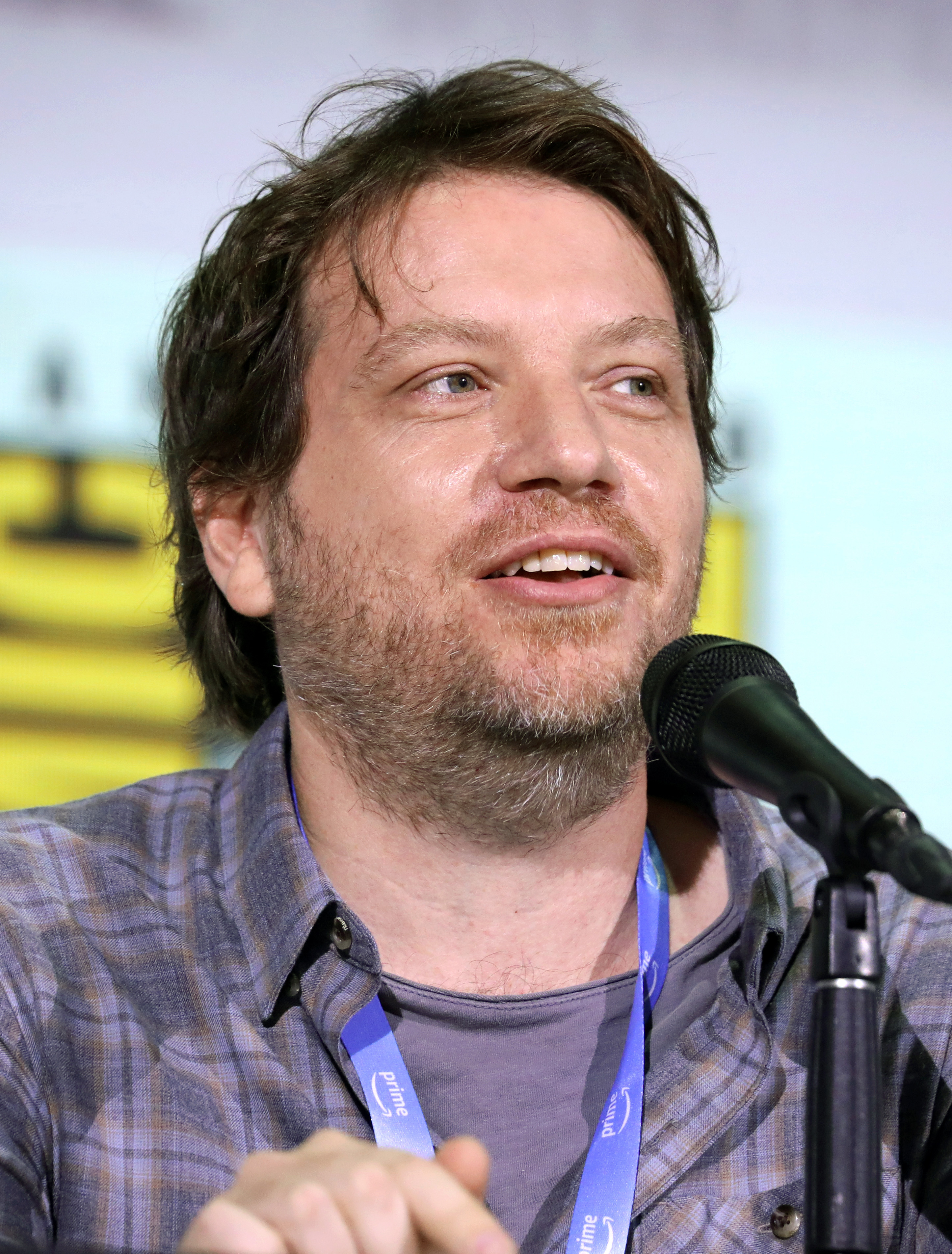
監督のギャレス・エドワーズ

デヴィッド・リーチは2024年2月初旬にこの映画の監督として短期間交渉していたが、その時点までのプロジェクトの進捗状況により彼の創造的な意見を反映させる余地がほとんどなかったため、交渉は数日後に決裂した。同月マップにギャレス・エドワーズが監督に就任することが発表された。スピルバーグはエドワーズの『GODZILLA ゴジラ』（2014年）を楽しみ、エドワーズはオリジナルの『ジュラシック・パーク』のファンである。エドワーズはスタジオでの映画製作から一時離れるつもりで、新作の脚本を執筆中だったが、ジュラシック・ワールドの企画をオファーされた。エドワーズはこの作品について、すべてを放り投げて飛び込む唯一の映画と表現している。翼竜の巣に関するシーンはエドワーズによって修正されたシーンの一つである。当初は洞窟で行われる予定だったが、エドワーズは代わりに廃墟となった古代寺院の中に設定することに決定した。
キャスティングは2024年3月に開始され、その後3か月間にわたって継続された。最終的にスカーレット・ヨハンソン、ジョナサン・ベイリー、マヌエル・ガルシア＝ルルフォ、ルパート・フレンド、、マハーシャラ・アリ、ルナ・ブレイズ、デイヴィッド・イアコノ、オードリナ・ミランダ 、ベシール・シルヴァンがこのプロジェクトに参加した。ヨハンソンはシリーズのファンであり、10年以上参加したいと考えていた。最終的にヨハンソンが担当することになった役には、ジェニファー・ローレンスが候補に挙がっていた。アニメシリーズ『ジュラシック・ワールド/サバイバル・キャンプ』（2020年から2022年）でデイブの声優を担当したグレン・パウエルは役を断った。

### 撮影
2024年6月13日にタイで『Saga』というワーキングタイトルで主要撮影が始まり、1ヶ月間撮影が行われた。撮影場所には、クラビー県のカオ・パノムベンチャー国立公園、トラン県のチャオマイ国立公園のクラダン島、パンガー県のパンガー湾国立公園などがある。その後、2024年7月に撮影はマルタのカルカラにあるマルタ映画スタジオに移された。いくつかのスタントは戦車で撮影され、海上での撮影は近くの地中海で行われたが、エドワーズは後者を「非常に困難な」経験だったと表現した。2024年8月、撮影はイギリスロンドンとスカイ・スタジオ・エルストリーに移され、2024年9月27日にクランクアップした。3週間後、ニューヨーク市で再撮影が行われた。
ジョン・マシソンが撮影監督を務めた。エドワーズはキャリア初の、1作目の映画の外観を思い起こさせるために、パナビジョンのカメラとアナモルフィックレンズを使用し、35ミリフィルムでプロジェクトを撮影した。恐竜やその他の先史時代の動物は、アニマトロニクスとコンピュータージェネレイテッドイメジェリーを組み合わせて作成された。

## 公開
2025年7月2日にアメリカで公開され、日本では2025年8月8日に公開された。

### マーケティング
最初の予告編は2025年2月5日に公開された。